# Pêcheur d'Islande (téléfilm, 1996)
Pour les articles homonymes, voir Pêcheur d'Islande (homonymie).
Pour plus de détails, voir Fiche technique et Distribution.
Pêcheur d'Islande est un téléfilm français réalisé par Daniel Vigne et sorti en 1996.

## Synopsis
L'histoire d'amour entre Yann et Gaud est passionnelle, mais Gaud est femme de marin et c'est la peur au ventre qu'elle voit son homme partir.

## Fiche technique
- Titre : Pêcheur d'Islande
- Réalisation : Daniel Vigne, assisté de Michel Debats
- Scénario : Emmanuel Carrère
- Musique : Michel Portal
- Photographie : Flore Thulliez
- Ingénieur du son : Bruno Charier
- Montage : Thierry Simonnet
- Décors : Frédéric Karali
- Costumes : Marie-Françoise Perochon
- Producteur : Robert Réa
- Pays d'origine :  France
- Format : couleurs
- Durée : 95 minutes
- Date de première diffusion du téléfilm : 24 mars 1996

## Distribution
- Stéphane Freiss : Pierre Loti
- Anthony Delon : Yann
- Mathilde Seigner : Gaud
- Annick Alane : Yvonne
- Roland Amstutz : Mevel
- Fred Personne : Gaos
- Marius Colucci : Sylvestre
- François Négret : Charlot